# 山田享司
山田 享司（やまだ きょうじ、6月18日 - ）は、三重テレビ放送の取締役報道制作局長で、同局の元アナウンサー。

## 来歴
愛知県名古屋市出身。名古屋学院高等学校、日本大学卒業。
1979年4月1日付で三重テレビに入社し、同局のアナウンサーになる。
その後、ニュースデスク、報道制作部長を経て、2013年6月24日より現職。2023年1月2日、三重テレビ社長の山口貢とともに『ビスケットブラザーズの行けばわかるさ！』に顔出し出演した。

## 担当番組

### アナウンサー時代
- 中日新聞文字ニュース - 曲紹介担当（1985年まで）[要出典]
- スポーツ番組（競輪など）[1]
- おはよう!三重 - 「朝イチ四日市」担当[1]
- ○ミエTVおしえて三重奏[6]

### 報道制作部長時代
- ええじゃないか。 - プロデューサー[要出典]
- キンさばっ!! -近所の裁き- - プロデューサー[4]